# Четири дана до смрти
Четири дана до смрти је југословенски филм из 1976. године. Режирао га је Мирослав Јокић, а сценарио су писали Дејан Ђурковић и Мирослав Јокић.

## Улоге
| Глумац            | Улога            |
| ----------------- | ---------------- |
| Берт Сотлар       | Ђура Ђаковић     |
| Предраг Ејдус     | Никола Хецимовић |
| Фабијан Шоваговић | Др Бедековић     |
| Љуба Тадић        | Адвокат Хорват   |
| Столе Аранђеловић |                  |
| Боро Беговић      |                  |
| Александар Берчек |                  |
| Петар Божовић     |                  |
| Азра Ченгић       |                  |
| Драгомир Фелба    |                  |
| Метка Франко      |                  |
| Иван Јагодић      |                  |
| Богдан Јакуш      |                  |
| Манца Кошир       |                  |
| Јелисавета Саблић |                  |
| Растко Тадић      |                  |
| Јосиф Татић       |                  |